# Conjunto multibrot
En matemáticas, un conjunto multibrot es el conjunto de valores en el plano complejo cuyo valor absoluto permanece por debajo de algún valor finito en las iteraciones de un miembro de la familia general de los polinomios mónicos de una variable recursivos. El nombre es una palabra catalejo formada a partir de los términos "múltiple" y "conjunto de Mandelbrot". El mismo principio se puede aplicar al conjunto de Julia para obtener el conjunto multijulia.
{\displaystyle z\mapsto z^{d}+c.\,}
donde "d" ≥ 2. El exponente d puede generalizarse aún más a valores negativos y fraccionarios.

## Ejemplos[5][6]
El caso de
{\displaystyle d=2\,}
es el conjunto de Mandelbrot clásico del que se deriva el nombre del conjunto
Los conjuntos para otros valores de d también muestran imágenes fractales cuando se trazan en el plano complejo.
Cada uno de los ejemplos de distintas potencias d que se muestran a continuación se representan en la misma escala. Los valores de c pertenecientes al conjunto re representan en color negro. Los valores de c que tienen un valor ilimitado bajo el procedimiento recursivo, y por lo tanto no pertenecen al conjunto, se trazan en diferentes colores, que se muestran como contornos, dependiendo del número de recursiones que causaron que un valor exceda una magnitud fija en el algoritmo de tiempo de escape.

### Potencias positivas

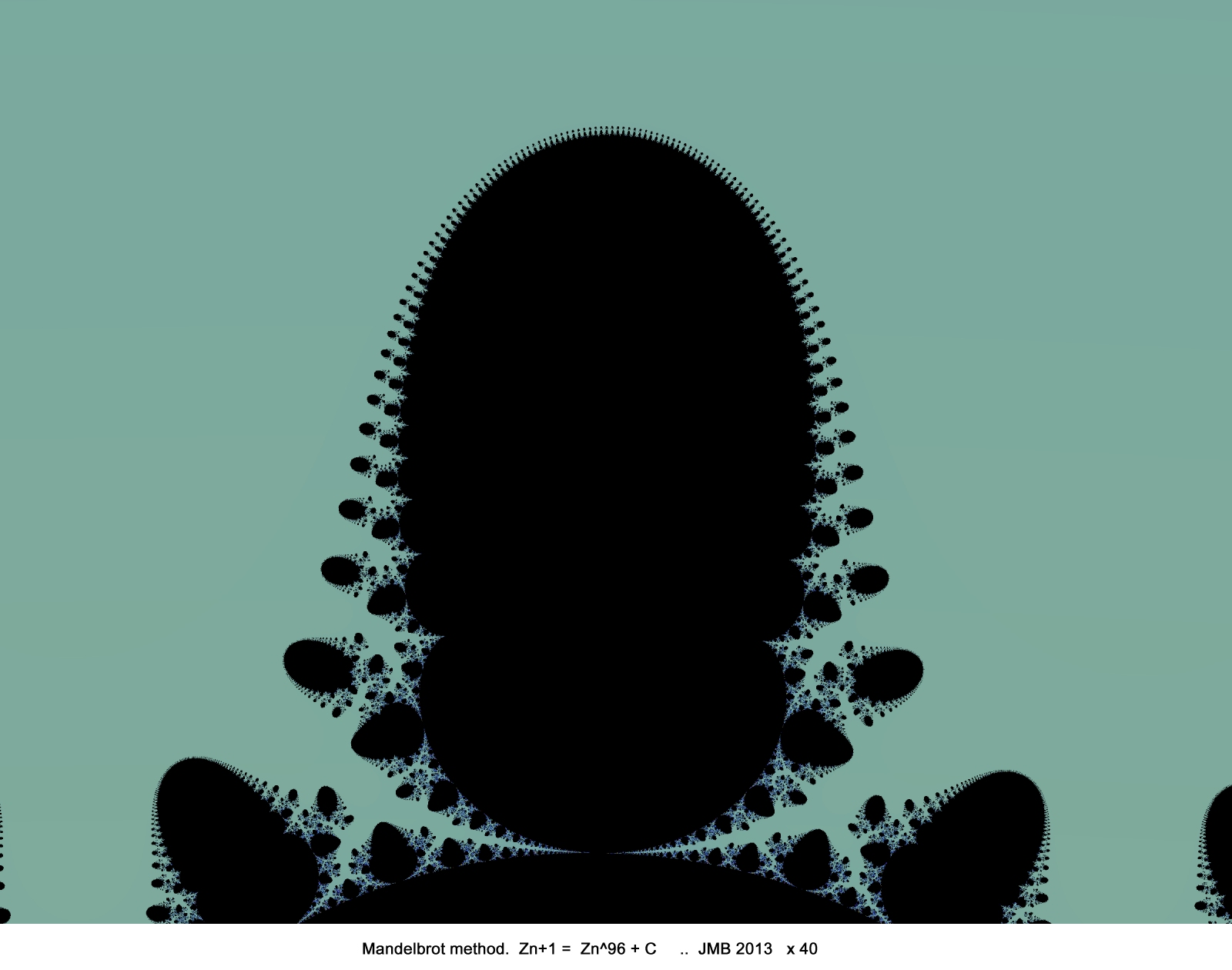
z ↦ z^{96} + c detalle x40 de la corona exterior

El ejemplo d = 2 es el conjunto original de Mandelbrot. Los ejemplos de d > 2 a menudo se denominan "conjuntos multibrot". Estos conjuntos incluyen el origen y poseen perímetros fractales, con simetría rotacional de (d −1)-lóbulos.
|  |  |  |

|  |  |  |

### Potencias negativas
Cuando d es negativo, el conjunto rodea pero no incluye el origen. Hay un comportamiento complejo interesante en los contornos entre el conjunto y el origen, en un área en forma de estrella con simetría rotacional de (1 − d)-lóbulos. Los conjuntos parecen tener un perímetro circular, sin embargo, esto es solo un efecto del radio máximo fijo permitido por el algoritmo de tiempo de escape, y no es un límite de los conjuntos, que realmente se extienden en todas las direcciones hasta el infinito.
|  |  |  |  |  |

### Potencias fraccionarias

Multibrots para potencias fraccionarias entre -2 y 2

El aspecto de algunos conjuntos multibrot con exponente fraccionario se muestra en la imagen de la derecha.

### Renderizado en el exponente
Un método alternativo es representar el exponente en el eje vertical. Esto requiere fijar el valor real o imaginario y representar el valor restante en el eje horizontal. El conjunto resultante se eleva verticalmente desde el origen en una columna estrecha hasta el infinito. La ampliación revela una complejidad creciente. La primera protuberancia o pico prominente se ve en un exponente de 2, la ubicación del conjunto tradicional de Mandelbrot en su sección transversal. La tercera imagen aquí se representa en un plano que se fija en un ángulo de 45 grados entre los ejes real e imaginario.

|  |  |  |

## Representación de imágenes

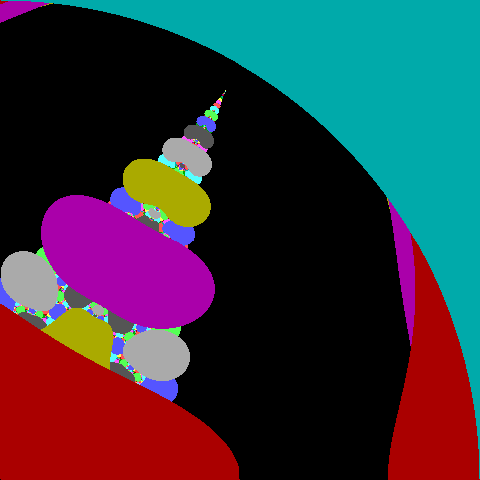
Primer cuadrante ampliado del conjunto multibrot para la iteración z ↦ z^{−2} + c renderizado con el algoritmo de tiempo de escape

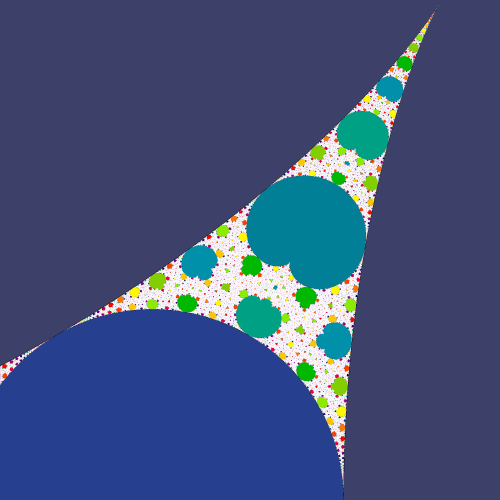
Primer cuadrante ampliado del conjunto multibrot para la iteración z ↦ z^{−2} + c renderizado usando el exponente de Lyapunov de la secuencia como criterio de estabilidad en lugar de utilizar el algoritmo de tiempo de escape. Se utilizó la verificación de la periodicidad para colorear el conjunto de acuerdo con el período de los ciclos de las órbitas

Todas las imágenes anteriores se renderizan mediante un algoritmo de Tiempo de Escape que identifica puntos fuera del conjunto de forma sencilla. Se revela un detalle fractal mucho mayor al trazar el exponente de Lyapunov, como se muestra en el siguiente ejemplo. El exponente de Lyapunov es la tasa de crecimiento del error de una secuencia dada. Primero, calcular la secuencia de iteración con N iteraciones, y luego calcular el exponente como
{\displaystyle \lambda =\lim _{N\to \infty }{\frac {1}{N}}\ln |\mathbf {z} |}

y si el exponente es negativo, la secuencia es estable. Los píxeles blancos en la imagen son los parámetros c para los cuales el exponente es positivo, también conocido como inestable. Los colores muestran los períodos de los ciclos que atraen las órbitas. Todos los puntos de color azul oscuro (exterior) son atraídos por un punto fijo, todos los puntos del medio (azul más claro) son atraídos por un ciclo de período 2 y así sucesivamente.

### Pseudocódigo
```
ALGORITMO TIEMPO DE ESCAPE
--------------------------

for each
 pixel on the screen 
do

    x = x0 = x co-ordinate of pixel
    y = y0 = y co-ordinate of pixel
  
    iteration := 0
    max_iteration := 1000
  
    
while
 (x*x + y*y ≤ (2*2) 
and
 iteration < max_iteration 
do

        /* INSERT CODE(S)FOR Z^d FROM TABLE BELOW */
        iteration := iteration + 1
  
    
if
 iteration = max_iteration 
then

        colour := black
    
else

        colour := iteration
  
    plot(x0, y0, colour)
```

El valor complejo z tiene coordenadas (x, y) en el plano complejo y se eleva a varias potencias dentro del ciclo de iteración mediante los códigos que se muestran en esta tabla. Las potencias que no se muestran en la tabla se pueden obtener concatenando los códigos mostrados.
| z−2                                                                                 | z−1                                                  | z2 (conjunto de Mandelbrot)         | z3                                            | z5                                                                  | zn                                                                                        |
| ----------------------------------------------------------------------------------- | ---------------------------------------------------- | ----------------------------------- | --------------------------------------------- | ------------------------------------------------------------------- | ----------------------------------------------------------------------------------------- |
| d=x^4+2*x^2*y^2+y^4 if d=0 then ESCAPE xtmp = (x^2-y^2)/d+a y = -2*x*y/d+b x = xtmp | d=x^2+y^2 if d=0 then ESCAPE x = x/d + a y= -y/d + b | xtmp=x^2-y^2 + a y=2*x*y + b x=xtmp | xtmp=x^3-3*x*y^2 + a y=3*x^2*y-y^3 + b x=xtmp | xtmp=x^5-10*x^3*y^2+5*x*y^4 + a y=5*x^4*y-10*x^2*y^3+y^5 + b x=xtmp | xtmp=(x*x+y*y)^(n/2)*cos(n*atan2(y,x)) + a y=(x*x+y*y)^(n/2)*sin(n*atan2(y,x)) + b x=xtmp |